# Lars-Olof Brilioth
Lars-Olof Herman Yngve Brilioth, född 28 augusti 1926 i Uppsala, död 4 september 2015 i Sigtuna, var en svensk jurist och diplomat.

## Biografi
Brilioth avlade filosofie kandidatexamen och juris kandidatexamen i Lund 1954. Brilioth tjänstgjorde vid Utrikesdepartementet (UD) 1955, i Buenos Aires 1956, New York 1959, Washington 1960, vid UD 1962, Bern 1964, vid UD 1965, Haag 1967, Moskva 1972 och vid Exportrådet 1976. Han blev ambassadör i Bagdad 1979, var verksam vid Skanska 1983, tjänstgjorde vid UD 1984 och var ambassadör i Kairo 1987–1990, jämväl sidoackrediterad i Khartoum. Brilioth var anställd vid Lagerkvist & Partners i Stockholm från 1990.
Brilioth var son till ärkebiskopen Yngve Brilioth och Brita Söderblom och bror till Helge Brilioth. Han var gift med Barbro Göransson (1932–2016), dotter till Alfred Göransson och hans hustru Gudrun Björkegren. Paret fick tre barn. Brilioth är begravd på Sigtuna kyrkogård.